# De Dion-Bouton Vis-à-Vis
Das De Dion-Bouton Vis-à-vis, eigentlich Petite voiture à pétrole, ist ein leichtes Automobil des ehemaligen französischen Automobilherstellers De Dion-Bouton. Es wurde von 1898 bis 1902 in mehreren Baureihen (Typen D, E, G, L) hergestellt. Die Bezeichnung Vis-à-vis war nicht offiziell, hat sich aber allgemein durchgesetzt. Die namengebende Sitzanordnung wurde dabei meist, aber nicht ausschließlich angewendet. Das Vis-à-vis war eine wegweisende Konstruktion wegen seiner leichten Bauweise mit Stahlrohrrahmen, dem Antrieb mit Gelenkwellen an der De-Dion-Achse und seiner leichten Handhabung. Es ist das erste in großer Stückzahl hergestellte Auto.

## „Petite voiture“ und Voiturette
Den Begriff Voiturette hatte der Konstrukteur Léon Bollée (1870–1913) für seinen erfolgreichen 3-PS Tricar um 1895 geprägt und als Modellnamen schützen lassen. Das verhinderte nicht, dass sich die Bezeichnung im Volksmund für besonders leichte Automobile etablierte. Ab 1902 wurde sie offiziell als eigene Kategorie bei Sportanlässen des Automobile Club de France (ACF) geführt.
De Dion-Bouton respektierte Bollés Namensrechte und vermied die Bezeichnung für die eigenen Fahrzeuge. So kommt es, dass das Vis-à-vis und dessen Nachfolgemodell, die Populaire, in den hauseigenen Broschüren und Dokumenten als petite voiture bezeichnet wurden, obwohl sie zu den bekanntesten Vertretern der Voiturette-Klasse gehören.

## Vorgeschichte

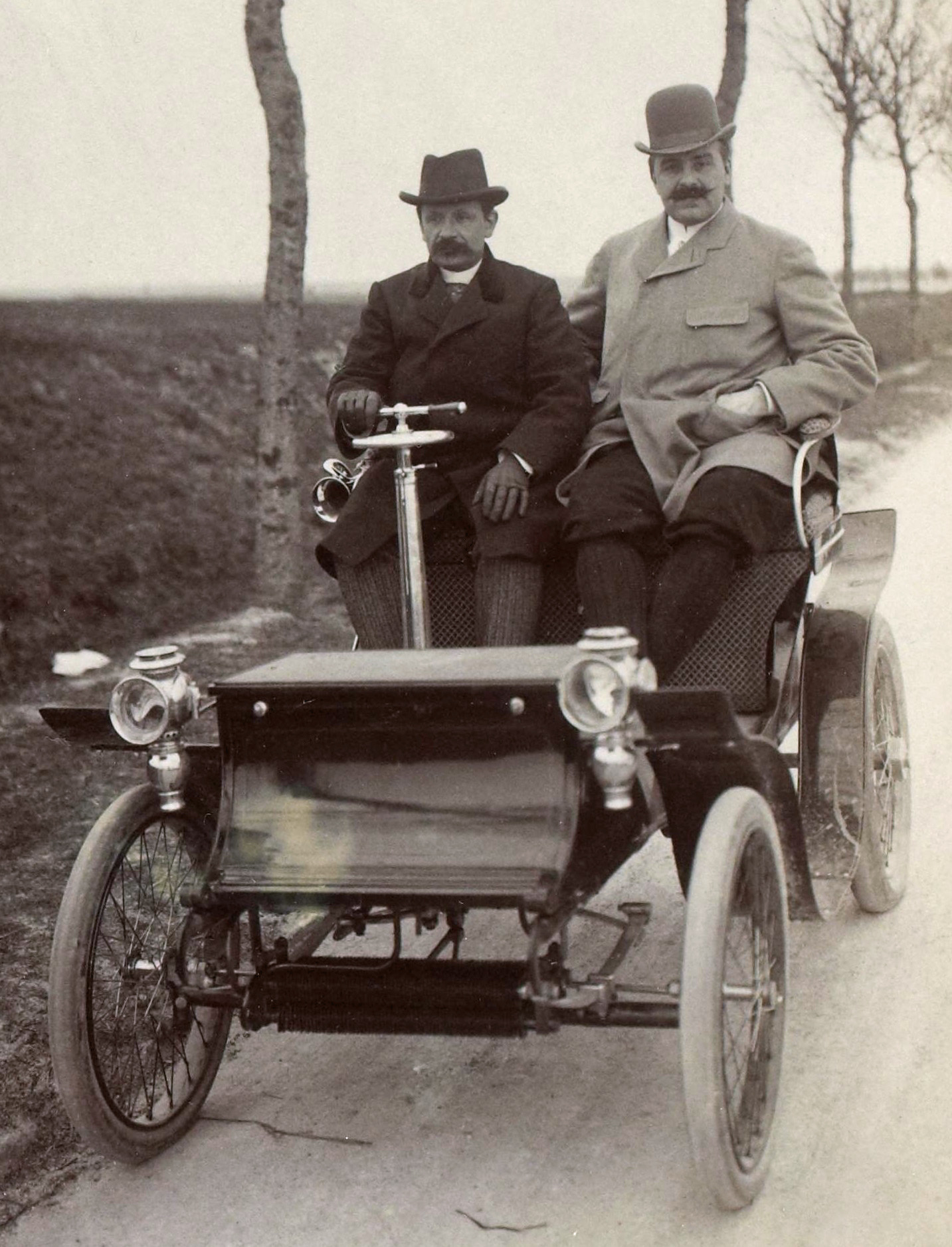
Georges Bouton und Albert de Dion am Lenkrad eines frühen Vis-à-vis (1899). Bouton hält den Lenkhebel; das darunter abgebrachte Rad dient als Gangschaltung

Die Marke De Dion-Bouton entstand 1893, hat aber Wurzeln, die bis 1882 zurückreichen. Der Graf Albert de Dion gründete in diesem Jahr mit seinen Mitarbeitern, dem Eisenbahningenieur Charles-Armand Trépardoux und dem Mechaniker Georges Bouton, das Konstruktionsbüro Trépardoux & Cie. (Paris und Puteaux, 1882–1886), das im Bau von Dampfmaschinen und -wagen erfolgreich war. Das Unternehmen firmierte bis 1893 als De Dion, Bouton & Trépardoux. Wegen der Umstellung auf Verbrennungsmotoren kam es zur Trennung von Trépardoux im Streit. Dieser hatte um 1885 die De-Dion-Achse entwickelt, die auch an einigen Dampfwagen verwendet wurde. Das Vis-à-vis war der erste Personenkraftwagen mit Verbrennungsmotor mit diesem Konstruktionsmerkmal.
Mit einem eigenen Automobil hatte man sich bei De Dion-Bouton Zeit gelassen. Die Motorenproduktion war ausgelastet, die Tricycles und Quadricycles verkauften sich trotz ihres vergleichsweise hohen Preises glänzend und auch die Nutzfahrzeugabteilung mit dampfbetriebenen LKW, Bussen und Sonderfahrzeugen (etwa für Müllabfuhr und Straßenreinigung) arbeitete gewinnbringend. Da war die tiefe Zahl an (sehr teuren) Dampfautomobilen eher ein Schönheitsfehler als ein ernsthafter Nachteil. Das eigentliche Ziel de Dions, ein erschwingliches Automobil für breitere Kreise zu entwickeln, ließ sich aber mit Dampfwagen nicht verwirklichen.
1895 erschien mit der 3½ PS Voiturette von Léon Bollée eine wegweisende Konstruktion und weitere Fabrikate, meist mit Motoren von Benz (z. B. Roger-Benz) oder Daimler, drängten auf den Markt; letztere waren besonders erfolgreich von Panhard & Levassor, wo man die Produktionslizenz für Frankreich hielt, und von Peugeot. Ab 1897 erschienen erste Automobilkonstruktion auf dem Markt, die auf De Dion-Boutons Einzylindermotor zurückgriffen. Dazu gehörten die Voiturettes Renault Type A und Clément-De Dion Phaëtonnet. Möglicherweise gaben sie den Ausschlag für den Grafen de Dion, nun ebenfalls ein Automobil mit Verbrennungsmotor zu entwickeln. Das Vis-à-vis erschien etwa zur gleichen Zeit wie der Clément-Panhard, erwies sich aber als zuverlässiger und einfacher zu handhaben.

## Modellgeschichte
Nach den sehr erfolgreichen Tricycles und Quadricycles verfolgte das Unternehmen das Ziel, leichte aber vollwertige Automobile herzustellen und festigte dabei seinen Ruf als Hersteller qualitativ hochwertiger, leichter Fahrzeuge. Dabei griff man auf den von Georges Bouton maßgeblich entwickelten De-Dion-Bouton-Einzylindermotor zurück. Er gilt mit Drehzahlen von anfänglich 1200 bis 1500 Umdrehungen pro Minute als erster „schnelllaufender“ Verbrennungsmotor. Das erste benzingetriebene Motorfahrzeug von De Dion-Bouton war das 1895 vorgestellte Tricycle gewesen, das in seiner ersten Ausführung aus 137 cm³ 0,75 PS (550 W) leistete. Der zunächst luftgekühlte Viertaktmotor erschien später mit 185, 269, 327 (2¾ CV) und 402 cm³ (3½ CV). Er wurde stetig verbessert und blieb noch lange nach Produktionseinstellung des Vis-à-vis im Programm. Um die Jahrhundertwende war er der bei weitem erfolgreichste Motor weltweit.
Bereits das erste Vis-à-Vis hatte die meisten Merkmale, die den großen Erfolg der Baureihe ausmachten: Den Einzylindermotor mit übereinander angebrachten Ventilen und der patentierten Zündung, das innovative Zweiganggetriebe mit einer Kupplung für jeden Gang (ein Rückwärtsgang war optional) und die leichte Bauweise mit einem durchdachten Rahmen aus Rundrohren. Nur die 1893 patentierte ursprünglich für Dampfwagen entwickelte De-Dion-Hinterachse fehlte den allerersten Modellen von 1898/1899 noch. Das Vis-à-vis wurde stetig verbessert: Stärkere Versionen des Motors, die Hinterachsfederung, welche die Einführung der De-Dion-Achse auch in diesem Fahrzeug erlaubte, eine verbesserte Schaltung mit einem zusätzlichen Rad unter dem Lenkrad, und eine Trommelbremse an jedem Hinterrad statt am Getriebe.
„Vis-à-vis“ blieb auch nicht die einzige Karosseriebauform. Schon früh gab es eine abnehmbare Passagier-Sitzbank, die auch in Fahrtrichtung montiert werden konnte. Dazu gehörte eine ebenfalls abnehmbare Fußstütze. Findige Tüftler brachten anstelle des Sitzes eine Ladebrücke an und nutzten das Fahrzeug als Kleintransporter.
Im Vereinigten Königreich bekam der Vis-à-vis den Übernamen „Ding-Dong“ wegen der Glocke, die in den frühen Modellen verwendet wurde.

## Technik

### Motor
Der zunächst luftgekühlte Einzylinder-Viertaktmotor war patentiert worden und erschien 1893 in einer Ausführung mit 137 cm³ und ½ PS (370 W). Er wurde nach kurzer Zeit auf 189 cm³ vergrößert. Er erfuhr stetige Verbesserungen und blieb über die gesamte Produktionsdauer des Vis-à-vis und des Nachfolgers Populaire hinaus im Programm. Frühe Ausführungen hatten zusätzlich einen kleinen Wasserkreislauf zur Kühlung des abnehmbaren Zylinderkopfs.
Alle Serienmodelle des Vis-à-vis hatten eine etwas stärkere Ausführung des Motors und Wasserkühlung.
Die Ventilsteuerung war eine von Bouton entwickelte Variante des Inlet over Exhaust (IOE)-Prinzips, bestehend aus einem atmosphärisch arbeitenden Einlass- und ein mechanisch gesteuertes Auslassventil; letzteres wurde von einer zahnradgetriebenen Nockenwelle betätigt. Zur Gewichtsersparnis waren einige Bestandteile aus Aluminium gefertigt.
Gegenüber der letzten Ausführung im Tricycle mit abnehmbarem, wassergekühltem Zylinderkopf, luftgekühltem Motorblock und 2¾ PS (2 kW; Bohrung × Hub 74 × 76 mm, Hubraum 327 cm³) hatte der Motor in der ersten Serienversion der Voiturette Wasserkühlung in Form eines „Schlangenkühlers“ aus  gewundenem Rohr und einer Zentrifugalpumpe. In dieser Form leistete der Motor 3½ PS (2,6 kW) aus 402 cm³. Mit einer Drehzahl von maximal 1500/min. – dem Dreifachen des Motors von Carl Benz – galt er als „schnelllaufend“.
- Vorserie oder Prototypen: 1898–1899, 2¾ HP, Vorserie
- Type D: 1899–1901, 3½ PS 402 cm³; Lenksäule mit Lenkhebel und darunter Handrad zum Gangwechsel. Je eine Trommelbremse auf Getriebe und Differential einwirkend.
- Type E: 1900, 3½ PS 402 cm³; Lenkrad, aus dem Fahrgestell herausragender langer Schalthebel, hinten Trommelbremsen
- Type G (unterteilt in G1 und G2): 1900–1902, 4½ PS 499 cm³, ansonsten dem Type E ähnlich
- Type L: 1902, wie Type G, aber 6 PS und 700 cm³

### Kraftübertragung

De Dion-Hinterachse und Antriebseinheit

Der Motor ist neben dem Fahrzeuggetriebe quer über der Hinterachse angebracht. De Dion-Bouton verwendete ein einfach zu bedienendes und stabiles 2-Gang-Ziehkeilgetriebe, das zunächst mit einem Handrad am Lenkstock geschaltet wurde. Bei diesem Getriebe sind alle Zahnradpaare eines Ganges (je eines auf der Antriebs- und der Abtriebswelle) permanent im Eingriff, jedoch nur jenes des „eingelegten“ Ganges wird mit der Welle drehfest verbunden. Beim Gangwechsel wird mit einem Ziehkeil das aktive Zahnrad von der Welle gelöst und ein anderes verbunden.

### Fahrgestell
Das Fahrzeug hat ein einfaches aber robustes Fahrgestell aus geschweißten Stahl-Rundrohren; hinter den Vordersitzen verbreitert es sich. Vorn bilden drei Halbelliptik-Blattfedern eine Art Plattform. Zwei sind konventionell längs ausgerichtet; deren vordere Enden hängen am nach unten gebogenen Ende des Chassis-Längsträgers auf ihrer Seite. Die dritte Blattfeder hängt umgekehrt und quer zur Fahrtrichtung an einer Fahrgestell-Querstrebe. Ihre Enden sind in einem 90-Grad-Winkel mit den Enden der beiden anderen Federn verbunden. Hinten wurden längs angebrachte Viertel-Elliptik-Blattfedern verwendet. Serienmäßig waren Drahtspeichenräder der Dimension 700 × 80 mm montiert, doch scheinen auch andere Räder erhältlich gewesen zu sein.

### Karosserie

#### Vis-à-vis

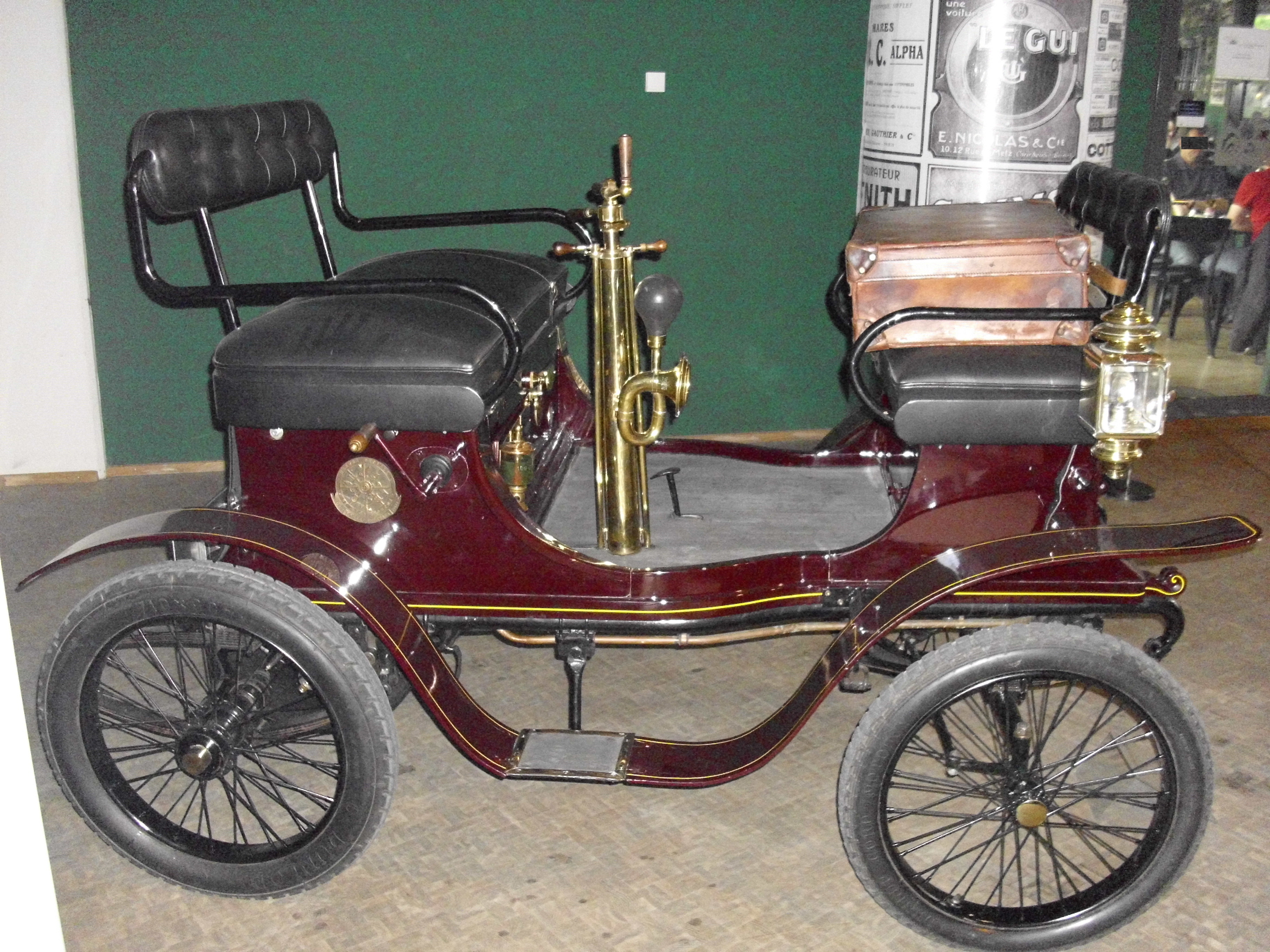
Der übliche Aufbau: Vis-a-Vis

Frühe Fahrzeuge erhielten Karosserien von Rothschild & Fils.
Um völlige Kontrolle über die Qualität seiner Fahrzeuge zu erhalten, richtete De Dion-Bouton schon früh eine eigene Karosserieabteilung ein, in der die meisten Aufbauten entstanden. In Großbritannien, wo das Unternehmen seit 1898 vertreten war, wurden in der Regel eigene Karosserien angeboten. Damit ging man einerseits auf die Wünsche und den Geschmack der britischen Kunden ein, vor allem aber unterlagen auf diese Weise die Fahrzeuge einem niedrigeren Einfuhrzoll.
Der Aufbau der Karosserie besteht zum größten Teil aus Holz. Die bei weitem meistgebaute Variante war der namengebende Vis-à-vis.
Die vordere (Beifahrer-)Sitzbank war auf Wunsch abnehmbar. Sie kann oft vorwärts oder rückwärts angebracht werden. Der Raum unter der Beifahrerbank ist als Fach für Werkzeug und Utensilien nutzbar. Der Motorraum bildet gleichzeitig das Podest, auf dem die Sitzbank des Fahrers angebracht ist. Diese lässt sich nach vorn klappen, um freien Zugang zum Motor zu erhalten.
Sehr wenige Fahrzeuge erhielten eine geschlossene „Coupé Opéra“-Karosserie und es gab auch eine davon abgeleitete Taxi-Version.
Als Warnvorrichtung diente oft eine Glocke in mit Fußbetätigung.

#### Coupé Docteur / Cab

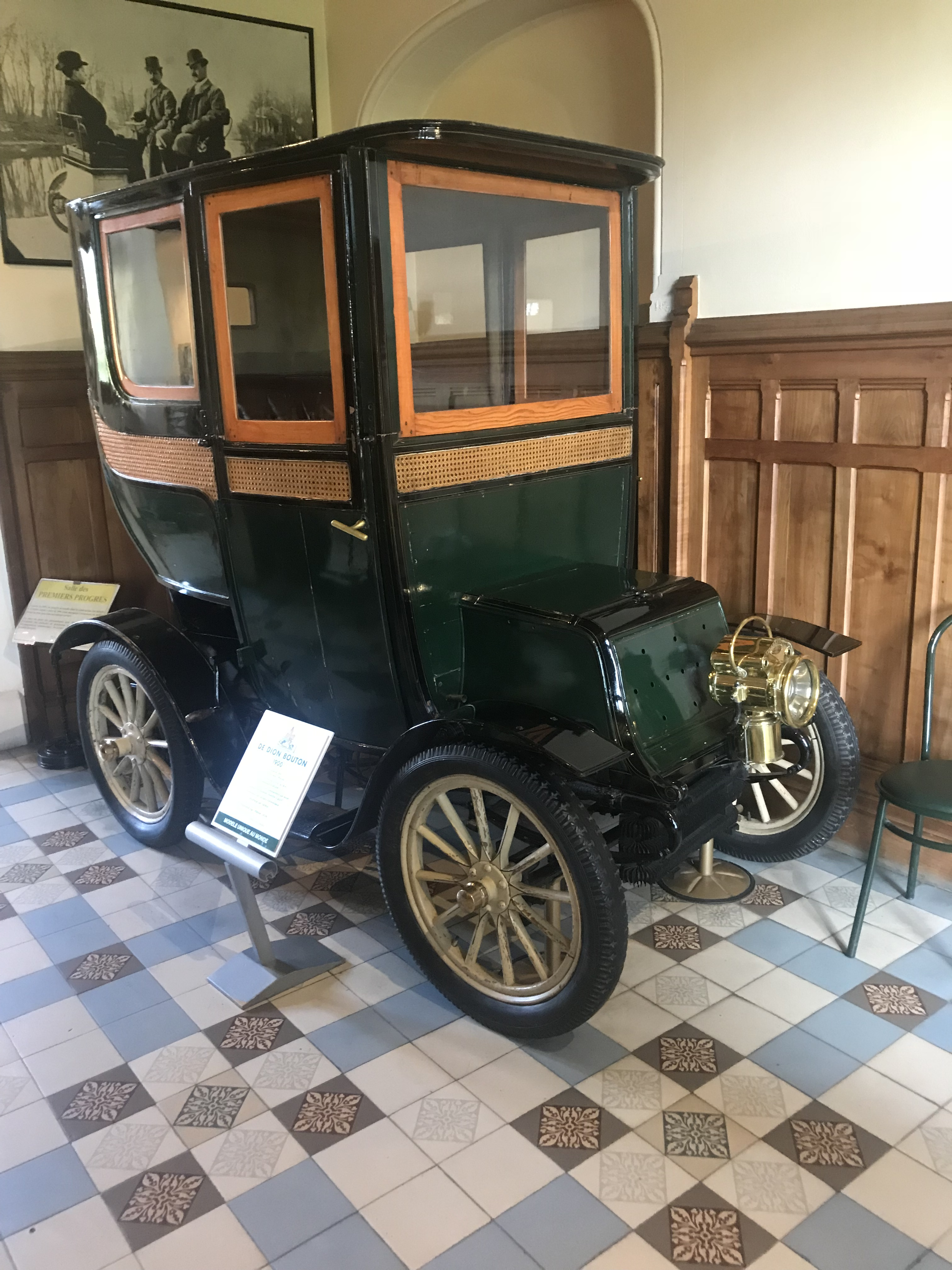
Coupé Docteur

Solche Fahrzeuge sind mit 3,5 und 4,5 CV belegt. Es scheint, als ob das Fahrgestell von jenem der eigentlichen Vis-à-vis abweicht. Bekannt sind Versionen des Typs D (3½ CV) und G (4½ CV).
Das Fahrgestell folgt dem Layout der Standardausführung mit Heckantrieb und De Dion-Hinterachse, ist aber wohl stärker ausgeführt und wiegt 500 statt 300 kg. Der Aufbau ist zweisitzig, mit einem kleinen Stauraum unter der Haube an der Fahrzeugfront.

#### Double Phaeton / Phaeton Siamèse

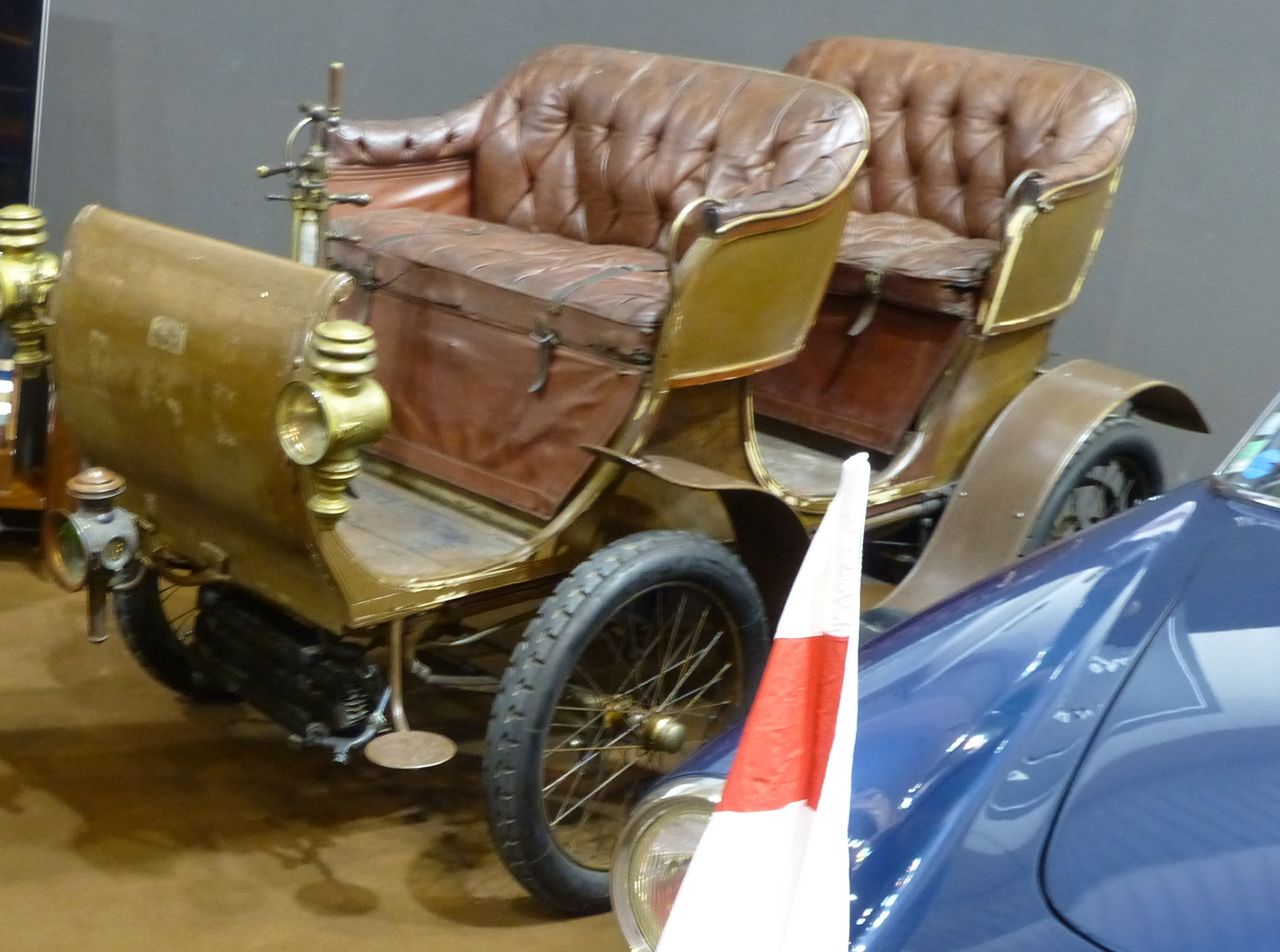
Ausführung mit zwei Sitzreihen in Fahrtrichtung

Es scheint, dass das Fahrgestell deutlich von jenem der eigentlichen Vis-à-vis abweicht. Bekannt sind Versionen des Typs D (3½ CV) und G (4½ CV).
Diese Ausführungen hatten zwei Sitzreihen, die nach vorne ausgerichtet waren. Die Lenkung wurde nach vorne verlegt. Es sind Umbauten von der Vis-à-vis-Ausführung zum Doppelphaeton und zurück bekannt.

#### Weitere Karosserieversionen
Genannt werden Tonneau und Kastenwagen. Bei ersterem ist unklar, inwieweit der Heckmotor den Zugang zu den hinteren Sitzen erschwerte. Beim Nutzfahrzeug ist weder bekannt, ob die Ladefläche vor oder hinter dem Fahrer angeordnet war, noch, ob sie offen oder überdacht war.

## Baureihen und Modellpflege

### Prototypen oder Vorserie (2¾ CV)

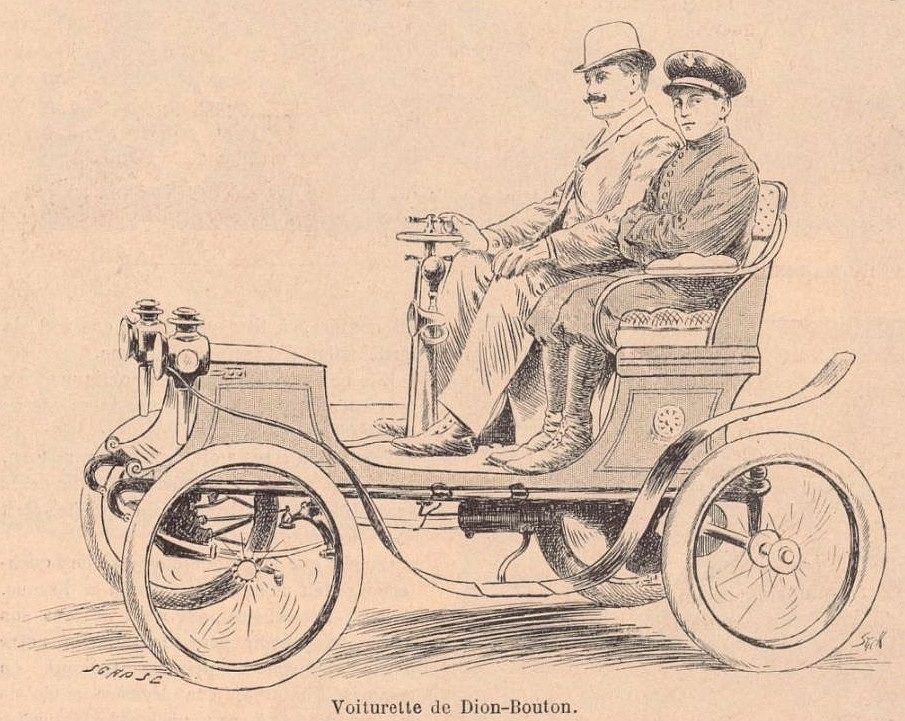
Einer der Prototypen

Vor der eigentlichen Markteinführung des Vis-à-vis entstanden verschiedene Prototypen und eine Art Vorserie, die nicht frei verkäuflich war. Diese Fahrzeuge wurden nur wenige Monate zwischen Ende 1898 und Anfang 1899 gebaut. Äußerlich ist diese seltenste Ausführung des Vis-à-vis dem späteren Serienprodukt sehr ähnlich, es gibt jedoch deutliche technische Unterschiede. Zum einen verwendete De Dion-Bouton die aktuelle Version des hauseigenen Einzylindermotors, wie sie auch für einige Tricycles vorgesehen war. Dabei handelt es sich um die Ausführung mit 327 cm³ (Bohrung × Hub = 74 × 76 mm). Dieser Motor hatte einen abnehmbaren und wassergekühlten Zylinderkopf und einen luftgekühltem Motorblock. Er leistete 2¾ PS.
Weitere Besonderheit ist die ungefederte Hinterachse.
Der von Georges Bouton entwickelte Oberflächenvergaser entsprach der Version, die zu dieser Zeit auch im Motordreirad verwendet wurde. Nur wenige Exemplare wurden hergestellt.

### Type D (3½ CV)
Der Type D war die erste in eigentlicher Serie gefertigte Version der Baureihe. Er erschien in den letzten Wochen des Jahrs 1899. Die eher unscheinbare Voiturette setzte Maßstäbe bezüglich Konstruktion und Handling. Die wichtigste Änderungen neben dem stärkeren Motor war die neue Hinterachskonstruktion samt Aufhängung und die Hinterradfederung. Die ersten Exemplare wurden mit zwei Bremspedalen ausgeliefert, von denen eines auf das Getriebe und das andere auf ein Metallband am Differential einwirkten. 1900 lief dieses Modell aus.

### Type E (3½ CV)
Mit dem Type E erschien 1900 ein verbessertes Nachfolgemodell.
Der Type E ist ein Zwischenmodell. Im verbesserten Fahrgestell des kommenden Typs G mit Lenkrad, Schalthebel und auf die Hinterräder wirkenden Trommelbremsen sitzt der Motor des Typs D.
Einige Fahrzeuge erhielten in England eine Karosserie von H. J. Mulliner & Co. Dazu gehört das Fahrzeug mit dem britischen Kennzeichen Y 65 von 1900, das erhalten geblieben ist.

### Type G, G1 und G2 (4½ CV)
Wichtigste Änderung beim Type G war ein stärkerer Motor. Eine vergrößerte Bohrung von 84 mm und ein erhöhter Hub von 90 mm ergaben 499 cm³ Hubraum. Der Motor leistete 4,5 PS bei 1800 Umdrehungen. Damit waren 35 km/h möglich.
Während der Bauzeit gab es eine Modellpflege, die zur inoffiziellen Bezeichnung G2 führte. Die erste Ausführung wurde daraufhin ebenfalls inoffiziell G1 genannt.

### Type L (6 CV)
Der Type L hatte einen noch stärkeren Motor. Die Bohrung betrug 90 mm, der Hub 110 mm und der Hubraum 700 cm³. Die Motorleistung war mit 6 PS angegeben.

## Modellübersicht
| Bezeichnung | Bauzeit   | Steuerklasse in Frankreich | Zylinder | Bohrung × Hub mm | Hubraum cm³ | Radstand mm | Aufbauten                          | Bemerkungen |
| ----------- | --------- | -------------------------- | -------- | ---------------- | ----------- | ----------- | ---------------------------------- | --- |
| Vorserie    | 1898–1899 | 2¾                         | 1        | 74 × 076         | 327         |             | offener Zweisitzer evtl. Vis-à-vis | Kein freier Verkauf. Ungefederte Starrachse hinten, Motor mit Achse verblockt ähnlich Tricycle.                       |
| Type D      | 1899–1900 | 3½                         | 1        | 80 × 080         | 402         |             | Vis-à-vis, Coupé                   | Erstes Serienmodell. Gefederte De-Dion-Hinterachse, Schalt-Handrad an Lenksäule, Kardan- und Differentialbremse.      |
| Type E      | 1900      | 3½                         | 1        | 80 × 080         | 402         | 1560        | Vis-à-vis                          | Weiterentwicklung des D, geringfügig anderer Motor.                                                                   |
| Type G      | 1900–1902 | 4½                         | 1        | 84 × 090         | 499         | 1560        | Vis-à-vis, Doppelphaeton           | Wie E, aber stärkerer Motor. Separater Schalthebel, Hinterradbremsen.                                                 |
| Type L      | 1902      | 6                          | 1        | 90 × 110         | 700         |             | Vis-à-vis, Taxi                    | Wie G, aber stärkerer Motor. Die letzten Fahrgestelle erhielten geschlossene Aufbauten und wurden als Taxis verkauft. |

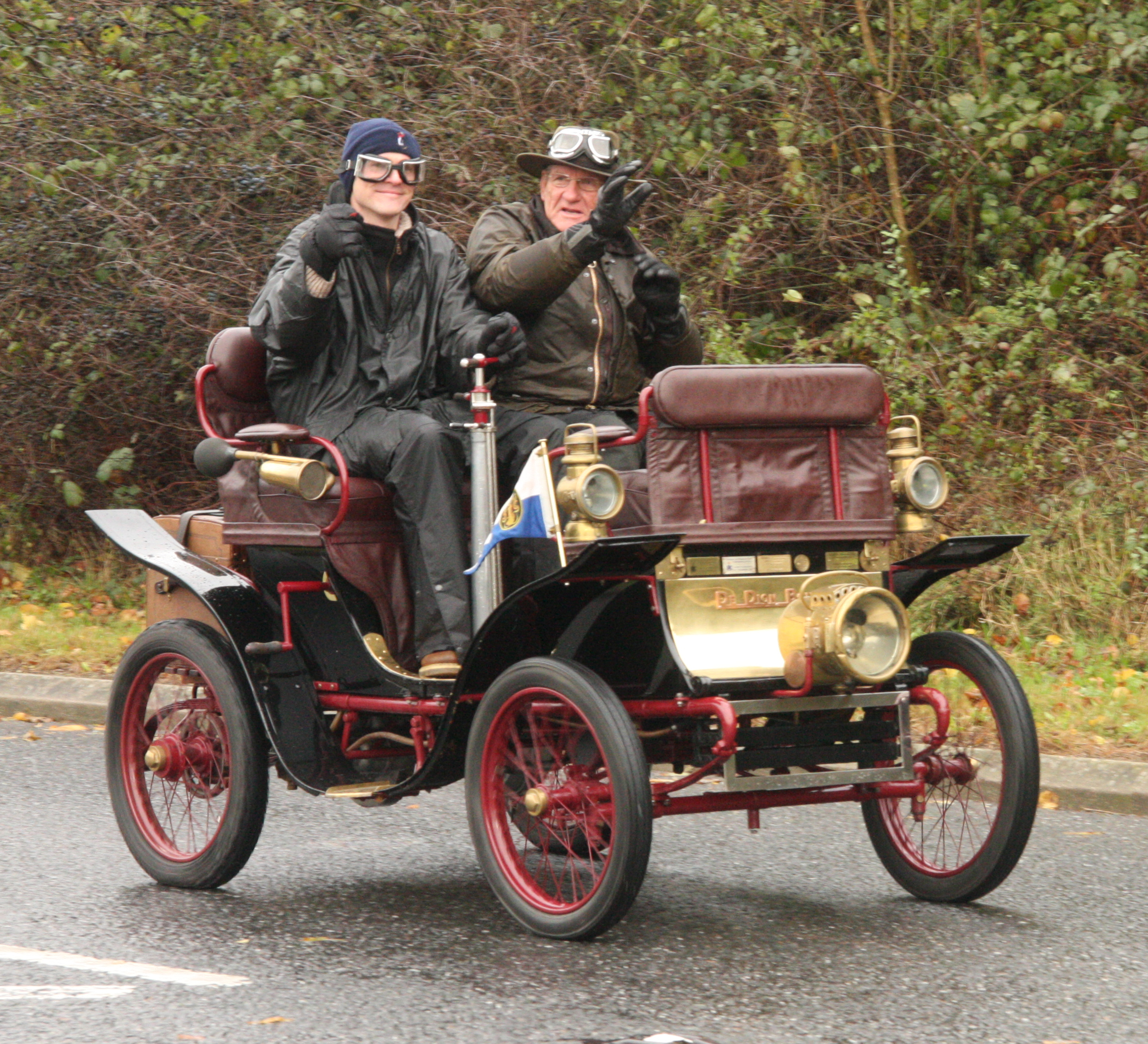
De Dion-Bouton 3½ CV Type D Vis-a-Vis. Gut sichtbar sind Lenkung mittels Hebel und die Fahrgestellkonstruktion aus Stahlrohr.
De Dion-Bouton 3½ CV Type E Imperial Double Phaeton (1900, Karosserie H.J. Mulliner)
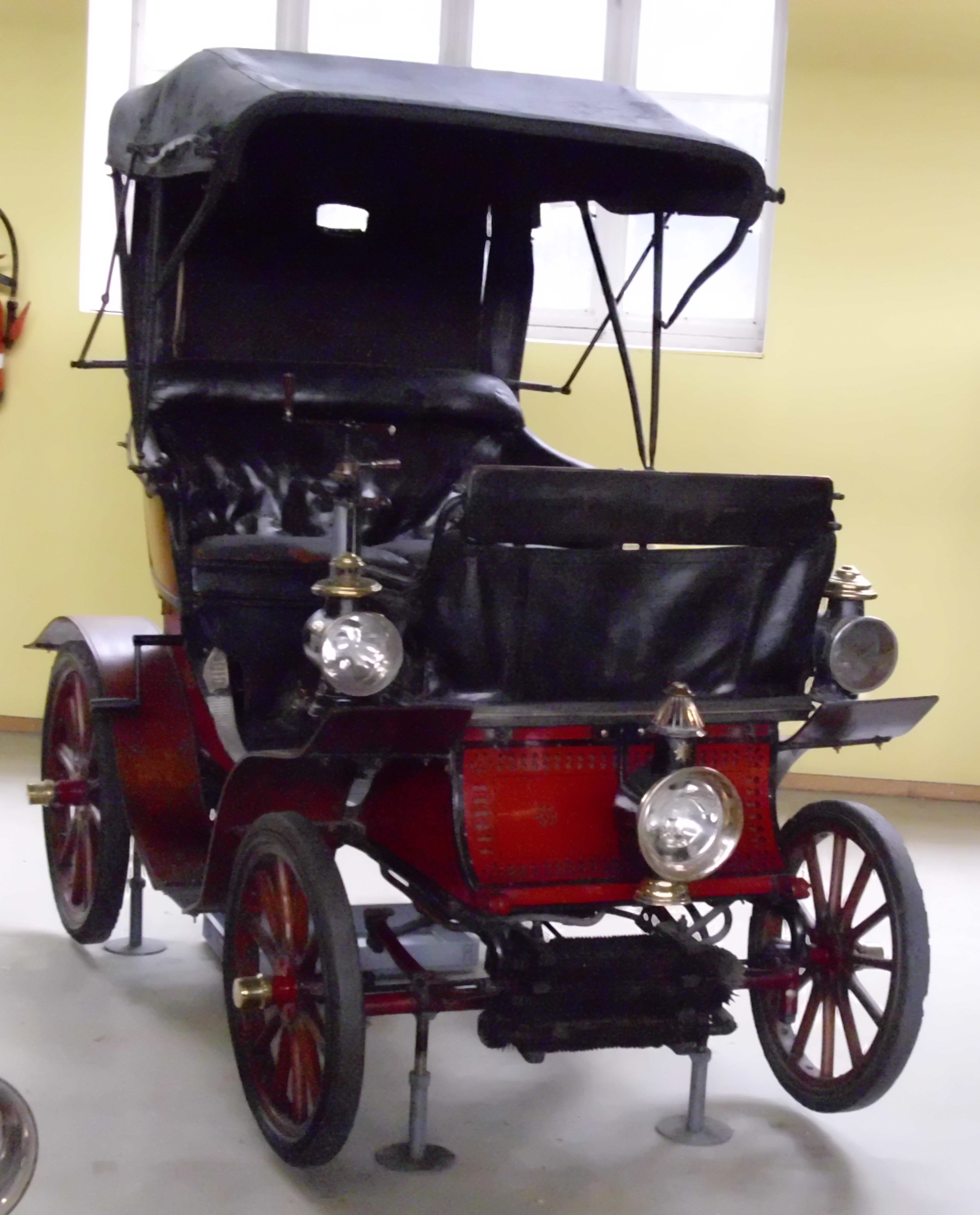
De Dion-Bouton Vis-à-vis Type G, 4½ PS
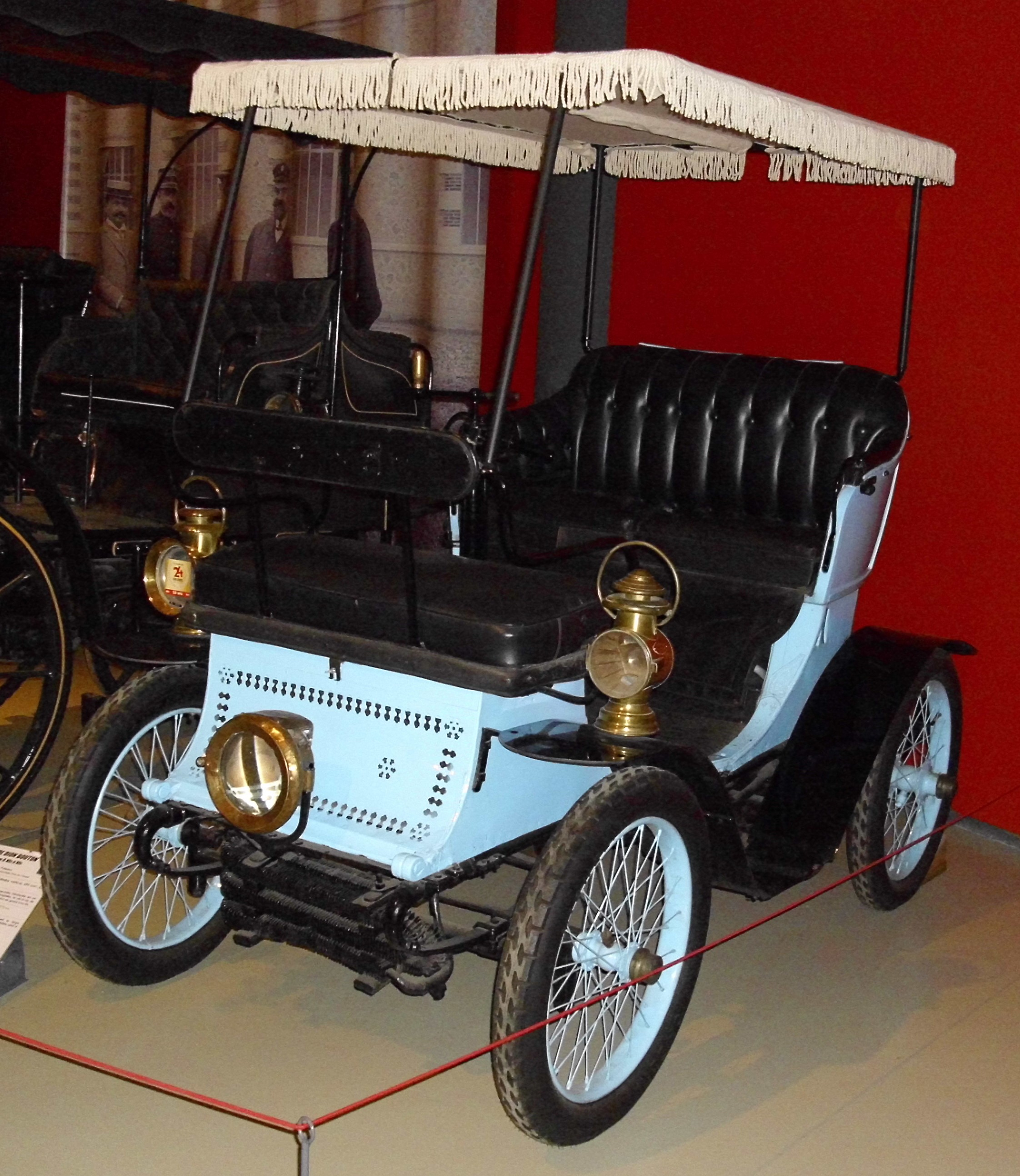
Type L

## Statistik
Zur gebauten Stückzahl fehlen genaue Angaben. Eine Quelle meint, dass bis April 1901 über 1500 Fahrzeuge hergestellt wurden, und gibt an, dass der Hersteller später im Jahr eine Produktionsrate von 200 Einheiten pro Monat nannte. Eine andere Quelle drückt es ähnlich aus: Bis April 1901 wurden monatlich rund 100 Fahrzeuge hergestellt, was auf 15 bis 16 Produktionsmonate hochgerechnet rund 1500 Fahrzeuge ergibt, und eine Prognose des Inhabers von 200 Fahrzeugen monatlich im Folgejahr. Zwei weiteren Quellen kommen auf 2970 Exemplare.

## Würdigung

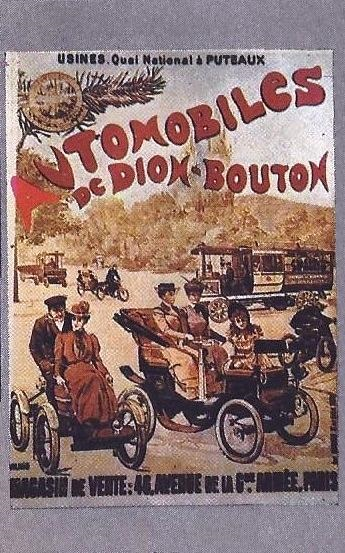
Sehr frühe Werbung für das Vis-à-vis (1898).

Die Kombination von Leichtbau, innovativer Technik und dem Antrieb mittels Kardanwelle führte zur Beurteilung des Automobilhistorikers Eric Favre, dass das Vis-à-vis das erste „moderne Automobil“ gewesen sei.
Auch der britische Experte Anthony Bird, der auf persönliche Erfahrungen zurückgreifen konnte, lobte die durchdachte, robuste und dabei leichte Bauweise, die einfache Bedienung und die ansprechenden Fahreigenschaften und -leistungen.

## DasVis-à-visheute
Eine erstaunlich hohe Zahl dieser Fahrzeuge ist erhalten geblieben, die meisten davon karossiert als Vis-à-vis. Viele dieser Veteranen sind in fahrbereitem Zustand, und etliche nehmen am London to Brighton Veteran Car Run teil, der jährlich am ersten November-Wochenende stattfindet. De Dion-Bouton sind dort sehr gut vertreten, und Vis-à-vis bilden nach der Populaire die größte Gruppe innerhalb der Marke.
Das Auktionshaus Bonhams versteigerte 2008 einen Type G von 1901 für 66.278 Euro inklusive Zuschlag.
RM Auctions versteigerte am 26. Oktober 2011 einen Type E für 100.800 Pfund.
In den Sammlungen sind Vis-à-Vis oft vertreten. Bekannt sind beispielsweise Exemplare im Musée National de l’Automobile (Sammlung Schlumpf) in Mulhouse, im Musée de la Vendée, im National Motor Museum in Beaulieu. Die Sammlung des Musée Henri Malartre in Rochetaillée-sur-Saône-sur-Saône (Métropole de Lyon, Frankreich) besitzt eines der raren Coupés.